# Тайшины
Тайшины (до XVII века — Обдорская династия, в XVII веке — Гындины) — хантыйская княжеская династия. Род правителей Обдорского княжества, затем Обдорской волости в составе России. После принятия крещения получили от Русского царя княжеское достоинство. Княжеский титул династии был упразднён в 1886 году.  

## Происхождение рода
Название происходит от имени Обдорского князя Тайши. Хотя, род князей Обдорских известен ещё в XV веке. Само княжество появилось до 1364 года.

## История рода
Первым князем, принявший крещение стал предок Тайшиных князь Василий. Его крестили в Москве по приказу царя Фёдора Иоанновича. В 1602 году он построил в Обдорске церковь Василия Великого, в честь своего небесного покровителя. В 1601 и в 1607 годах князья Василий и Мамрук получали грамоты от русских царей, в которых сохранялся их титул князя. В 1607 году в ходе заговора был казнён в Берёзове. Сын Василия Мамрук, а потом его дети Молик и Ермак постоянно организовывали набеги на Россию. В 1609 году княжество окончательно потеряло независимость.
С XVII века резиденцией обдорских князей был современный посёлок Горнокнязевск. В 1679 году князь Гында получил от царя Фёдора Алексеевича грамоту, с правом обращаться к Москве, в обход Тобольского воеводы. В конце XVII — начале XVIII века в Обдоре княжил его сын, князь Тайша. От его имени пошла династия Тайшиных. В 1714 году Тайша принял крещение с именем Алексей. Его сын Матвей первым получил фамилию Тайшин. После него в Обдорске княжил его сын Яков, а после князь Матвей. В 1831 году указом Николая 1 он был награждён золотой медалью на аннинской ленте с надписью «За полезное».
4 января 1768 года, Екатерина II официально признала княжеский титул Тайшиных.
Последним представителем династии был князь Иван Матвеевич Тайшин. Он получил от Николая I бархатный кафтан, серебряный кубок и медаль «За полезное». В 1886 году князь умер. Его дети Иван и Марк не получили княжеское достоинство.
В посёлке Горнокнязевск князю установили его памятник, и воссоздали резиденцию Тайшиных. Среди построек, сохранилась изба последнего Обдорского князя. Сейчас в Горнокнязевске живут потомки князей Тайшиных.

## Известные представители
Обдорские князья:
- Василий (до 1607)
- Мамрук Васильевич (конец 16 века-1630-е, совместно с отцом до 1607)
- Молик и Ермак (до 1663) Мамруковичи
- Гында Моликов (1663-1680-е)
- Тайша Гындин (конец 17 - начало 18 века) (родоначальник рода Тайшиных)
- Матвей Тайшин (ок. 1767) (первый князь, носивший фамилию Тайшин)
- Яков Матвеевич Тайшин
- Матвей Яковлевич Тайшин
- Иван Матвеевич Тайшин (до 1886) (последний князь), его дети Иван и Марк